# 涅捷欽齊
49°4′17″N 27°19′55″E / 49.07139°N 27.33194°E
內泰欽齊（烏克蘭語：Нетечинці）是位於烏克蘭西部的村莊，由赫梅利尼茨基州裡赫梅利尼茨基區的溫基夫齊市鎮負責管轄。該村始建於1493年，面積5.48平方公里，海拔高度338米，2001年人口1,166，人口密度每平方公里212.9人。